# Iglesia de Chesme
La iglesia de Chesme (del ruso: Чесменская церковь); nombre completo Iglesia de San Juan Bautista en el Palacio de Chesme, en ruso: це́рковь Рождества́ Иоа́нна Предте́чи при Че́сменском Дворце́, también denominada Iglesia de la Natividad de San Juan Bautista, es una pequeña iglesia ortodoxa rusa ubicada en el número 12 de la calle Lensoveta, en San Petersburgo, Rusia. Fue construida por el arquitecto Yury Felten en 1780, bajo la dirección de Catalina la Grande, emperatriz de Rusia, en un sitio adyacente al palacio de Chesme (dañado durante el sitio de Leningrado y restaurado en 1946), entre San Petersburgo y Tsárskoye Selo, para conmemorar el aniversario de la victoria de Rusia sobre el ejército turco en la bahía de Chesme en 1770, durante la guerra ruso-turca.
La iglesia y el palacio de Chesme fueron las primeras construcciones de estilo neogótico en el área de San Petersburgo. Considerada por algunos como la iglesia más impresionante de la ciudad, es un ejemplo poco común de las primeras influencias neogóticas en la arquitectura eclesiástica rusa.

## Etimología
El nombre completo de la iglesia es "Iglesia de la Natividad de San Juan Bautista" y, como su nombre lo indica, está consagrada al nacimiento de San Juan Bautista. Dado que se construyó para conmemorar la Batalla de Česhme de 1770, donde venció el ejército ruso, se la conoce también como "Iglesia de Chesme".

## Ubicación
La iglesia está ubicada en una zona de San Petersburgo que antiguamente pertenecía a la familia de Sergei Poltoratski, amigo de Alexander Pushkin, conocida bajo el nombre Kekerekeksinen ("pantano de sapos"). En la actualidad, se ha transformado en una avenida llamada Prospekt de Moscú, a mitad de camino entre las estaciones de metro Parque Pobedy y Moskovskaya. Aunque en 1770 la zona donde se construyó la iglesia era muy rudimentaria, con el correr de los siglos pasó a ser parte de la ciudad de San Petersburgo. Su emplazamiento entre San Petersburgo y el Palacio de Verano de Tsárskoye Selo la convirtió en un lugar de descanso para los viajeros de paso.

## Historia
En 1777, el rey Gustavo III de Suecia asistió a la ceremonia de colocación de los cimientos de la iglesia. La construcción del edificio tuvo lugar entre 1777 y 1780 y conmemora la victoria del ejército ruso en la batalla de Chesma de 1770. La emperatriz Catalina la Grande eligió el sitio del emplazamiento ya que fue en ese lugar donde se enteró de la victoria sobre el ejército turco. José II de Austria estuvo presente durante la consagración de la iglesia.
Los caballeros de la Orden de San Jorge tomaron posesión de la iglesia en algún punto y le otorgaron un tercer nombre, "Iglesia de San Jorge".
La iglesia y el palacio homónimo se utilizaron como campos de labor cuando el gobierno soviético ocupó la ciudad. El ataúd de Rasputín fue colocado en este lugar antes de su entierro en Tsárskoye Selo en 1916. En 1923, se cerró el recinto y se lo utilizó como depósito. Entre 1941 y 1945, la iglesia sufrió daños durante la "Gran Guerra Patria", y durante la Segunda Guerra Mundial, el Instituto de Tecnología Aeronáutica tomó posesión de ambos edificios. Entre los años 1970 y 1975, se restauró por completo bajo la supervisión de los arquitectos M.I. Tolstov y A.P. Kulikov; dos años más tarde, en 1977, la iglesia se transformó en un museo sobre la batalla de Chesma (con artefactos provenientes del Museo Naval Central). En 1991 el edificio volvió a estar bajo posesión de la iglesia ortodoxa rusa, y desde entonces en el lugar se ofician servicios religiosos con regularidad.